# Patricia Vico
Patricia Vico González (Madrid; 27 de agosto de 1972) es una actriz española.

## Trayectoria
Abandonó la carrera de Publicidad para dedicarse al mundo de la interpretación. Así, comenzó sus estudios de interpretación en la famosa escuela de Cristina Rota.
Su carrera profesional comenzó en 1992 de la mano de Jesús Hermida en el espacio de Antena 3, La noche de Hermida.
Después de participar en varias películas y series con pequeños papeles, se convertiría en un rostro habitual de la pequeña pantalla a raíz de convertirse en una de las protagonistas fijas de la serie La casa de los líos, en la que trabajó durante más de tres años junto a Lola Herrera, Arturo Fernández, Miriam Díaz Aroca, Natalia Menéndez o Emma Ozores entre otros.
Después de esta serie vendría el serial Esencia de poder (donde coincidió con Jesús Olmedo, con quien compartió también pantalla en Hospital Central), pero su incorporación fue en la última temporada de la serie que no logró el resultado esperado y fue retirada de las pantallas, aunque en principio la serie era solo para el verano, pero debido al éxito de los primeros meses decidieron alargar su emisión añadiendo nuevas tramas y nuevos protagonistas y eso hizo que las audiencias bajasen, slbre todo tras la marcha de los protagonistas iniciales. 
Más suerte tendría con Paraíso, producción veraniega grabada en la República Dominicana, de la que rodó cuatro temporadas al lado de Luis Fernando Alvés y Esperanza Campuzano.
Posteriormente, ha rodado películas como Pacto de brujas (2003), de Javier Elorrieta o El asombroso mundo de Borjamari y Pocholo (2004), de Juan Cavestany y Enrique López Lavigne.
Pero el papel que la devolvería a la actualidad es el que interpretó en Hospital Central (2004—2011), el de la atractiva pediatra Macarena Fernández Wilson, que a su vez se sentía atraída por mujeres, que por ello fue otorgado un gran éxito y reconocimiento, especialmente por el colectivo LGTB, ya que fueron una de las primeras parejas lesbianas vistas en televisión. Ha ganado el premio Mostra lambda junto con su compañera de reparto, Fátima Baeza (Esther García Ruiz, en la serie), por su gran interpretación y trabajo en la serie Hospital Central. Ha ganado dos veces el Premio Shangay por su interpretación de Maca en Hospital Central, junto con su compañera Fátima Baeza por el papel lésbico que representan.
Su pareja es el director de cine Daniel Calparsoro, con el que tuvo su primer hijo, Hugo, en julio de 2006. Al estar embarazada durante la grabación de Hospital Central, los guionistas decidieron que su personaje también lo estuviera. Tras dar a luz, estuvo prácticamente una temporada entera sin aparecer, reincorporándose posteriormente. Ha participado en series como La ira, La tormenta, Carmina o Toledo.
En abril de 2013, grabó un capítulo para la serie Frágiles que emitió Telecinco.
En junio de 2013, se confirmó que Patricia Vico había fichado por la serie que preparaba Telecinco para 2014, Alatriste.
Más tarde protagonizó la serie Rabia junto a Carles Francino o Malena Alterio entre otros, que comenzó a emitirse en septiembre de 2015 en Cuatro.
En 2017 intervino en la 5ª temporada de la serie El señor de los cielos interpretando el papel de Pilar Ortiz.

## Televisión

### Programas
- La noche de Hermida (1992). (Antena 3).
- Encantada de la vida (1993) (Antena 3) (participación).
- Sólo para inteligentes TVE (participación).

### Series
| Año         | Serie                               | Personaje                        | Canal       | Notas         |
| ----------- | ----------------------------------- | -------------------------------- | ----------- | ------------- |
| 1993        | Los ladrones van a la oficina       | María Sopelano                   | Antena 3    | 1 episodio    |
| 1993        | Hermanos de leche                   |                                  | Antena 3    | 1 episodio    |
| 1996        | Yo, una mujer                       |                                  | Antena 3    | 1 episodio    |
| 1996-2000   | La casa de los líos                 | Fifa Velapar Valdés              | Antena 3    | 122 episodios |
| 1998        | Compuesta y sin novio               | Manuela                          | Antena 3    | 1 episodio    |
| 2000        | 7 vidas                             | Olga Freire                      | Telecinco   | 1 episodio    |
| 2000-2003   | Paraíso                             | Paula Santos                     | TVE         | 41 episodios  |
| 2001        | Esencia de poder                    | Claudia Dampieri                 | Telecinco   | 2 episodios   |
| 2004        | Diez en Ibiza                       |                                  | TVE         | 1 episodio    |
| 2004-2011   | Hospital Central                    | Macarena "Maca" Fernández Wilson | Telecinco   | 156 episodios |
| 2009        | La ira                              | Verónica                         | Telecinco   | 2 episodios   |
| 2012        | Toledo                              | Violante de Aragón               | Antena 3    | 13 episodios  |
| 2012        | Carmina                             | Carmen Ordóñez                   | Telecinco   | 2 episodios   |
| 2013        | Frágiles                            | Sandra Guzmán Caballero          | Telecinco   | 1 episodio    |
| 2013        | Tormenta                            | Susana                           | Antena 3    | 2 episodios   |
| 2013        | Anna Karenina                       | Lidia Ivanovna                   | Telecinco   | 2 episodios   |
| 2015        | Las Aventuras del Capitán Alatriste | Teresa de Alquezar               | Telecinco   | 13 episodios  |
| 2015        | Rabia                               | Marta Solazábal                  | Cuatro      | 8 episodios   |
| 2017        | El señor de los cielos 5            | Pilar Ortiz                      | Telemundo   | 50 episodios  |
| 2018-2019   | Todo por el juego                   | Nuria                            | #0          | 16 episodios  |
| 2021        | Parot                               | Ana Hurtado                      | TVE         | 10 episodios  |
| 2022        | Hasta el cielo                      | Mercedes                         | Netflix     | 7 episodios   |
| 2023 - 2024 | Operación Marea Negra               | Andrade                          | Prime Video | 10 episodios  |
| 2024        | Asalto al Banco Central             | Isabel Roi                       | Netflix     | 5 episodios   |

## Cine
| Año  | Película                                  | Personaje | Director                              |
| ---- | ----------------------------------------- | --------- | ------------------------------------- |
| 1996 | Sabor latino                              | Marta     | Pedro Carvajal                        |
| 1996 | Libertarias                               | Patro     | Vicente Aranda                        |
| 1996 | Un asunto privado                         | Clienta   | Imanol Arias                          |
| 1997 | Dile a Laura que la quiero                | Anne      | José Miguel Juárez                    |
| 2003 | Pacto de brujas                           | Luisa     | Javier Elorrieta                      |
| 2004 | El asombroso mundo de Borjamari y Pocholo | Ana       | Juan Cavestany, Enrique López Lavigne |
| 2005 | Íntimos (cortometraje)                    |           | Frank Spano                           |
| 2010 | Recolectora (cortometraje)                |           | Sara Mazkiaran                        |
| 2014 | Perdona si te llamo amor                  | Simona    | Joaquín Llamas                        |
| 2016 | Cien años de perdón                       | Sandra    | Daniel Calparsoro                     |
| 2018 | El aviso                                  | Amparo    | Daniel Calparsoro                     |
| 2019 | El crack cero                             | Remedios  | José Luis Garci                       |
| 2020 | Te quiero, imbécil                        | Lorena    | Laura Mañá                            |
| 2020 | Hasta el cielo                            | Mercedes  | Daniel Calparsoro                     |
| 2023 | Todos los nombres de Dios                 | Laura     | Daniel Calparsoro                     |

## Premios
- Premios Gayo 2004
- 5.ª Premios Shangay TV 2005
- 8.ª Premios Shangay TV 2008
- Premio Mostra Lambda 2005
- Premio LesGay a la mejor Visibilidad homosexual de la televisión
- Nominación al premio Fotogramas de Plata a la mejor actriz de tv. 2004
- Premio Fotogramas de Plata a la mejor actriz de tv. 2008
- Nominación al Premio Eñe a la mejor actriz de tv por Maca en Hospital central. 2004
- Nominación al Premio Eñe a la mejor actriz de tv por Maca en Hospital central. 2008